# Elena Valla
Elena Valla, coniugata Ceva e generalmente indicata come Elena Ceva Valla (Bobbio, 17 settembre 1898 – Milano, 13 dicembre 1958), è stata una letterata italiana.

## Biografia
Elena Ceva Valla, laureata in Lettere classiche presso l'Università degli Studi di Torino con Gaetano De Sanctis, fu dapprima docente di lettere presso il Regio Ginnasio - Liceo Alessandro Manzoni di Milano.
Rimasta vedova in giovane età del marito Umberto Ceva, esponente di Giustizia e Libertà e suicida in carcere nel 1930, fu sospesa nel 1935  dall'insegnamento dal regime fascista e impiegata presso la Biblioteca Braidense di Milano. Attiva durante la Resistenza assieme alla cognata Bianca Ceva, riebbe nel dopoguerra la cattedra di italiano e latino al Liceo Ginnasio Giuseppe Parini di Milano, dove si segnalò come rigorosa educatrice di varie generazioni di studenti fino alla sua morte, avvenuta in Milano nel 1958.
Autrice di opere per la scuola, collaborò in gioventù con Energie Nove di Piero Gobetti. Ha curato le edizioni BUR del Decameron di Giovanni Boccaccio e delle Favole di Esopo.

## Opere
- Elena Valla, Il metodo estetico e la filosofia classica'', in "Energie Nove", 1-15 dicembre 1918.
- Elena Valla, Il 'Bordone' di G. Pascoli, in "Energie Nove", 1-15 marzo 1919.
- Elena Ceva Valla, Nota su alcuni incunaboli posseduti dalla Biblioteca Braidense di Milano, in Miscellanea bibliografica in memoria di Don Tommaso Accursi, Edizioni di Storia e Letteratura, Roma, 1947.
- Elena Ceva Valla, Come eviterai gli errori di italiano: le difficoltà più frequenti dell'ortografia, della morfologia, della sintassi e del lessico che si presentano a chi parla e a chi scrive italiano, Minuziano Editore, Milano, 1948.
- Giovanni Boccaccio, Decameron, Introduzione e commento di Elena Ceva Valla, Biblioteca Universale Rizzoli, Milano 1950 (ISBN 8817170879).
- Esopo, Favole, Traduzione e nota introduttiva di Elena Ceva Valla, Biblioteca Universale Rizzoli, Milano, 1951 (ISBN 8817151254).
- Elena Ceva Valla e Vincenzo Craici, Antologia di prosa e poesia italiana e straniera ad uso del ginnasio superiore e del liceo scientifico, Signorelli, Milano, 1955.